# Choucador à longue queue
Lamprotornis caudatus
Espèce
Statut de conservation UICN

 LC  : Préoccupation mineure
Le Choucador à longue queue (Lamprotornis caudatus), aussi appelé Merle métallique à longue queue, est une espèce d'oiseaux de la famille des Sturnidae.

## Description
Les adultes mesurent 54 cm de long. Le plumage du dessus est vert métallique, alors que le ventre est violet, ainsi que la queue, qui mesure 34 cm. La face est noire avec les yeux jaunes. Il n'y a pas de dimorphisme sexuel apparent. Les juvéniles sont plus mats, avec un plumage tirant plus sur le brun.

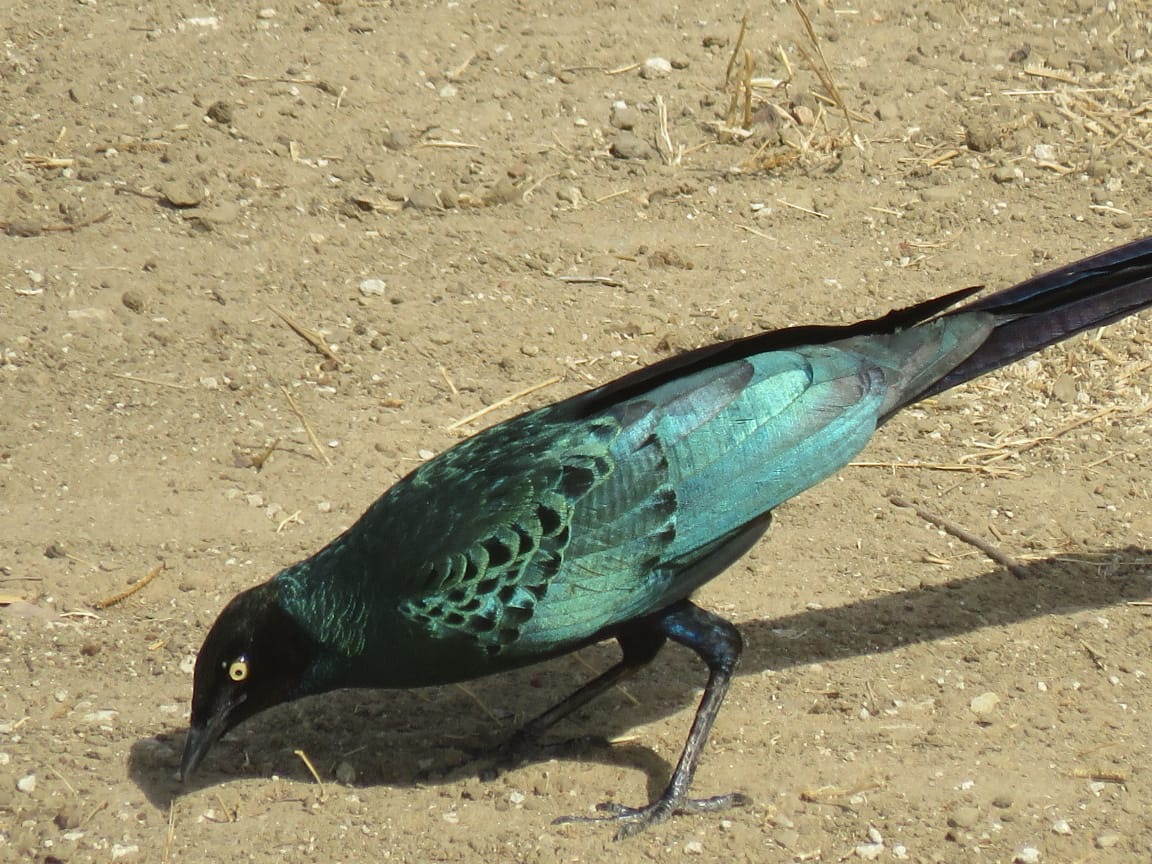
Choucador à longue queue au Sénégal

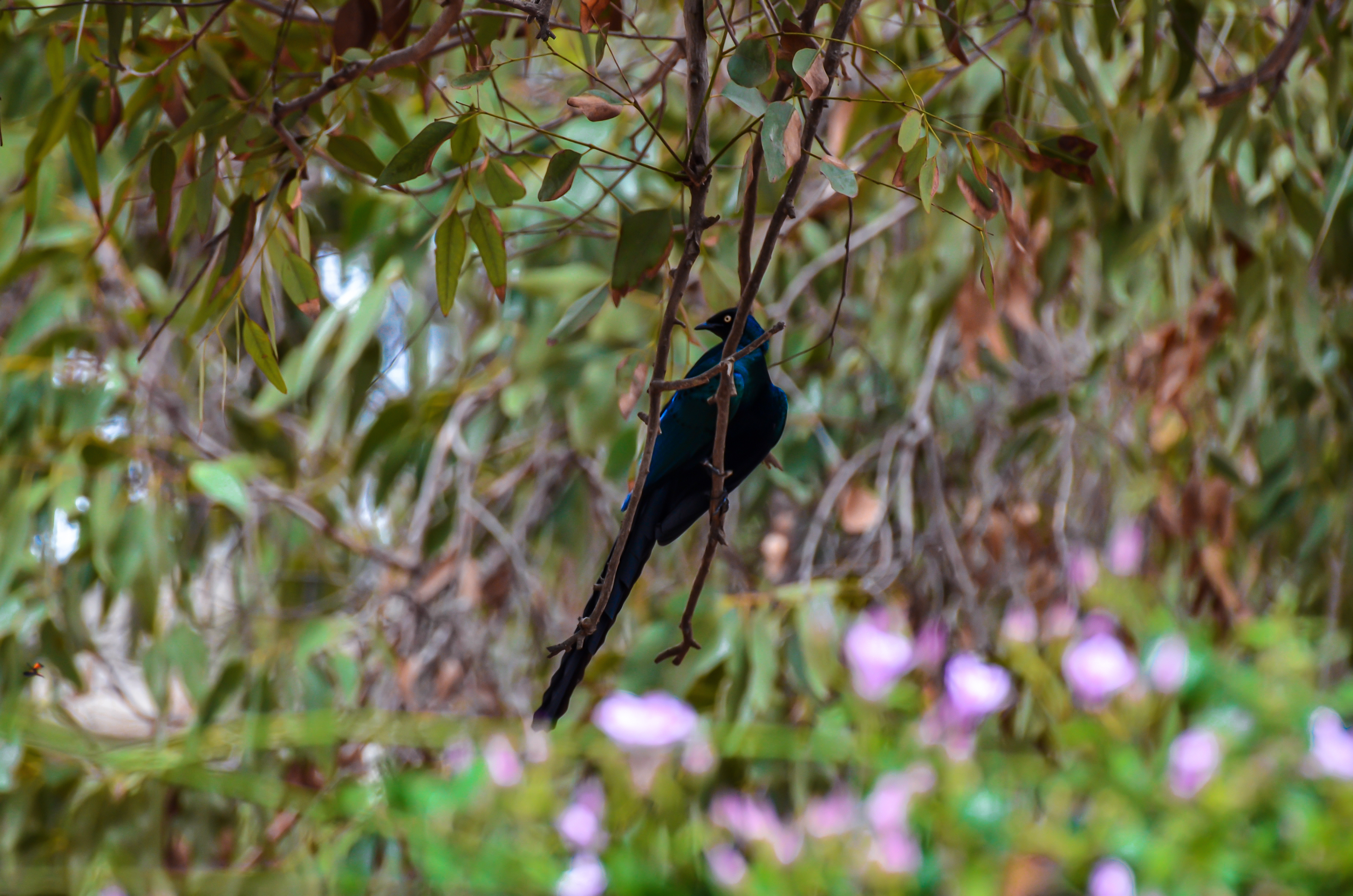
Choucador à longue queue du Senegal

## Reproduction
Le Choucador à longue queue construit son nid dans un trou, où la femelle pond 2 à 4 œufs, bleu pâle et tachés de brun.

## Régime alimentaire
Cet oiseau est plutôt omnivore, se nourrissant de fruits et d'insectes.

## Répartition et habitat
Cet oiseau peuple la région du Soudan, qui part du Sénégal au Soudan.
Il vit dans les régions boisées ou les terrains ouverts à la culture.